# Mohsen Sazegara
Mohsen Sazegara (Teheran, 5 gennaio 1955) è un attivista iraniano, tra i fondatori delle Corpo delle guardie della rivoluzione islamica.
È stato arrestato nel 2003 dal regime iraniano per le sue posizioni riformiste.

## Biografia
Mohsen studiò a Chicago per poi trasferirsi in Francia. Nell'ottobre 1978, quando l'ayatollah Khomeini, esiliato in Iraq, si trasferì in Francia, Sazegara gli fu stretto collaboratore.
Dopo la rivoluzione islamica, Sazegara fu uno dei fondatori dell'IRGC, e fu membro del suo primo consiglio di comando. Sazegara accettò diverse posizioni governative nel primo decennio dopo la rivoluzione, tra cui: direttore della Radio Nazionale dell'Iran; sottosegretario delle Industrie Pesanti; CEO del più grande conglomerato industriale di proprietà del governo, l'Industrial Development & Renovation Organization of Iran (IDRO); vice-ministro per la pianificazione del bilancio.
Sazegara non accettò altri incarichi governativi dopo il 1988. Scelse piuttosto di pubblicare tre giornali e due riviste mensili, collettivamente censurati dal governo. Divenne quindi un partecipante attivo e influente all'interno del Movimento Intellettuale Religioso, del Movimento Riformista e del Movimento Verde. Sazegara venne arrestato e imprigionato complessivamente quattro volte.
A sua difesa si schierò anche Amnesty International, che espresse preoccupazioni per le condizioni in cui era detenuto Sazegara.
Dopo la sua scarcerazione si trasferì negli Stati Uniti, dove si espresse a favore di Mir-Hosein Musavi.